# (6120) Anhalt
(6120) Anhalt es un asteroide perteneciente al cinturón de asteroides, región del sistema solar que se encuentra entre las órbitas de Marte y Júpiter, descubierto el 21 de agosto de 1987 por Freimut Börngen desde el Observatorio Karl Schwarzschild, en Tautenburg, Alemania.

## Designación y nombre
Designado provisionalmente como 1987 QR. Fue nombrado Anhalt en homenaje al antiguo principado de Anhalt, en la frontera norte de las montañas Harz. Alrededor de 1770, el príncipe Leopoldo III de Anhalt-Dessau construyó el castillo Wörlitz en un gran parque que Goethe elogió mucho. Anhalt se unió con la provincia prusiana de Sachsen para formar el estado de Sachsen-Anhalt.

## Características orbitales
Anhalt está situado a una distancia media del Sol de 2,355 ua, pudiendo alejarse hasta 2,878 ua y acercarse hasta 1,832 ua. Su excentricidad es 0,221 y la inclinación orbital 3,036 grados. Emplea 1320,32 días en completar una órbita alrededor del Sol.

## Características físicas
La magnitud absoluta de Anhalt es 14,3. Tiene 4,806 km de diámetro y su albedo se estima en 0,175. 